# Carlos Montoya

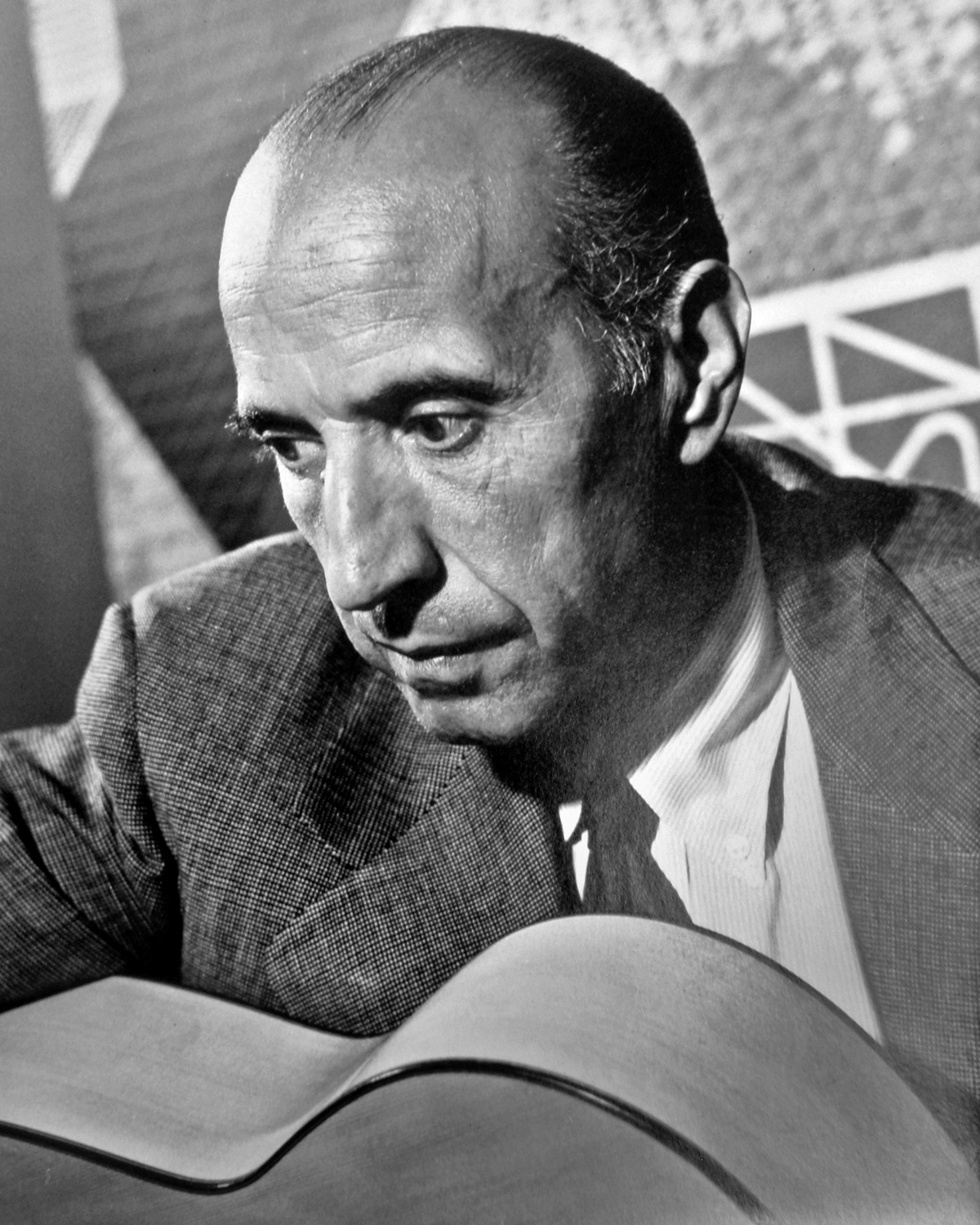
Carlos Montoya (1950er)

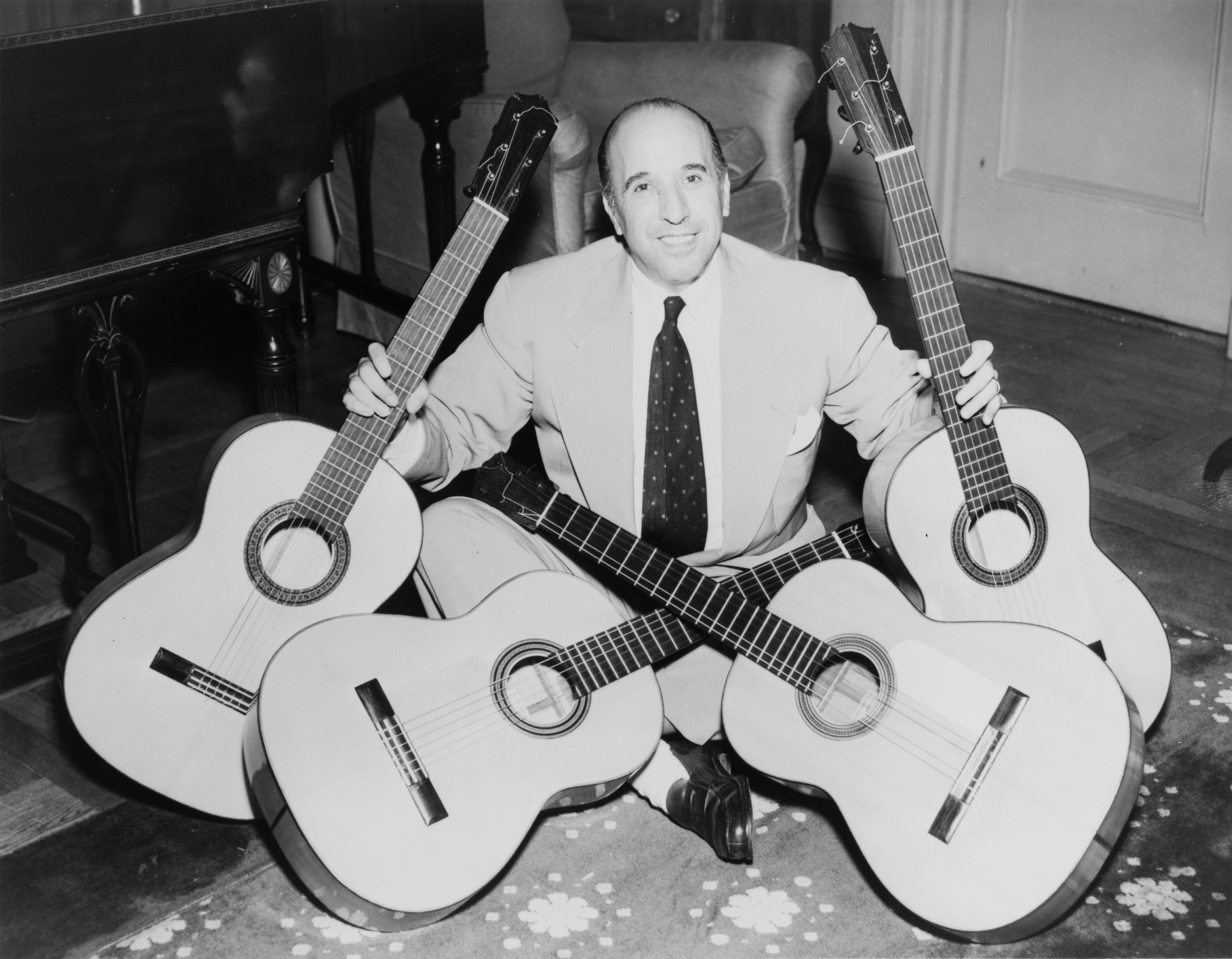
Carlos Montoya (1954)

Carlos Montoya (* 13. Dezember 1903 in Madrid; † 3. März 1993 in Wainscott, New York) war ein spanischer Flamenco-Gitarrist.

## Leben und Karriere
Carlos Montoya kam in Madrid zur Welt, als Neffe von Ramón Montoya, einem der berühmtesten und musikalisch einflussreichsten spanischen Flamenco-Gitarristen aller Zeiten. Er begann mit acht Jahren, das Gitarrespielen zu erlernen. Sein Onkel war der Meinung, dass er nicht begabt genug sei, sein Nachfolger zu werden, und wollte ihn nicht unterrichten. Dennoch begleitete Carlos bereits im Alter von 14 Jahren bekannte Tänzer und Sänger als Gitarrist.
In den 1920er und 1930er Jahren hatte er zahlreiche Auftritte in Europa, Nordamerika und Asien. Am häufigsten spielte er für die Tänzerinnen La Argentina und La Teresina. Nach dem Ausbruch des Zweiten Weltkrieges in Europa ging er in die Vereinigten Staaten und startete dort eine weitere Tour mit der Tänzerin La Argentina. Er ließ sich später in New York nieder und gab 1948 dort sein erstes Solokonzert, dem im Laufe seiner kommerziell äußerst erfolgreichen Karriere unzählige weitere Konzerte auf weltweiten Tourneen folgten.
Begünstigt durch die modernen Produktionsstandards und die weltweiten Distributionsmöglichkeiten der nordamerikanischen Schallplattenfirmen konnte er über 40 Alben veröffentlichen, die ihm zwar bei einem breiten, weniger informierten Publikum zur internationalen Bekanntheit verhalfen, nicht aber zu einer einhelligen Anerkennung seiner künstlerischen Tätigkeit durch die mit der Musik des Flamenco besser vertraute Fachwelt.
Betrachtet man seine Diskographie, dann ergibt sich für Carlos Montoya als Prototyp eines überwiegend solistisch agierenden Musikers das paradoxe Bild, dass seine Solostücke im Vergleich zu seinen in Spanien tätigen Zeitgenossen klangtechnisch und rhythmisch oftmals unkontrolliert und musikalisch exaltiert wirken, während er in seinen Aufnahmen als Tanz- oder Gesangsbegleiter (z. B. mit Jacinto Almadén) durchaus den Eindruck eines Musikers zu vermitteln vermag, der sein Handwerk versteht.

## Fundstellen
1. ↑  Biographie und Nachruf von Brook Zern (Memento vom 13. Februar 2005 im Internet Archive) (englisch)

| Personendaten    | Personendaten                 |
| ---------------- | ----------------------------- |
| NAME             | Montoya, Carlos               |
| KURZBESCHREIBUNG | spanischer Flamenco-Gitarrist |
| GEBURTSDATUM     | 13. Dezember 1903             |
| GEBURTSORT       | Madrid                        |
| STERBEDATUM      | 3. März 1993                  |
| STERBEORT        | Wainscott, New York           |